# Ліньї
Ліньї (кит. спр. 临沂市, піньїнь: Línyí Shì) — місто-округ в китайській провінції Шаньдун. 

## Географія
Округа Ліньї розташовується на півдні провінції.

### Клімат
Місто знаходиться у зоні, котра характеризується вологим субтропічним кліматом. Найтепліший місяць — липень із середньою температурою 25.6 °C (78 °F). Найхолодніший місяць — січень, із середньою температурою -1.1 °С (30 °F).
| Клімат Ліньї            | Клімат Ліньї | Клімат Ліньї | Клімат Ліньї | Клімат Ліньї | Клімат Ліньї | Клімат Ліньї | Клімат Ліньї | Клімат Ліньї | Клімат Ліньї | Клімат Ліньї | Клімат Ліньї | Клімат Ліньї | Клімат Ліньї |
| Показник                | Січ.         | Лют.         | Бер.         | Квіт.        | Трав.        | Черв.        | Лип.         | Серп.        | Вер.         | Жовт.        | Лист.        | Груд.        | Рік          |
| Середній максимум, °C   | 4            | 6            | 12           | 19           | 25           | 29           | 30           | 30           | 26           | 20           | 13           | 6            | 18           |
| Середня температура, °C | −1           | 1            | 6            | 13           | 19           | 24           | 26           | 26           | 21           | 15           | 8            | 1            | 13           |
| Середній мінімум, °C    | −5           | −3           | 1            | 7            | 13           | 18           | 22           | 22           | 16           | 10           | 3            | −2           | 8            |
| Норма опадів, мм        | 11           | 15           | 25           | 48           | 56           | 106          | 244          | 174          | 87           | 37           | 24           | 16           | 841          |
| ----------------------- | ------------ | ------------ | ------------ | ------------ | ------------ | ------------ | ------------ | ------------ | ------------ | ------------ | ------------ | ------------ | ------------ |
| Джерело: Weatherbase    |              |              |              |              |              |              |              |              |              |              |              |              |              |